# Alistair Browning
Alistair Browning (Dunedin, 1954. február 8. – Palmerston North, 2019. június 2.) új-zélandi színész.

## Filmjei
Mozifilmek
- Boldog Karácsonyt, Mr. Lawrence! (Merry Christmas Mr. Lawrence) (1983)
- Second Time Lucky (1984)
- Széllovasok (Windrider) (1986)
- The End of the Golden Weather (1991)
- Jég és föld között (Vertical Limit) (2000)
- Eső (Rain) (2001)
- A Gyűrűk Ura: A két torony (The Lord of the Rings: The Two Towers) (2002)
- A Gyűrűk Ura: A király visszatér (The Lord of the Rings: The Return of the King) (2003)
- Fracture (2004)
- Futile Attraction (2004)
- Luella Miller (2005)
- Shopping (2013)
- Mahana (2016)
- West of Eden (2017)

Tv-filmek
- Undercover (1991)
- The Sound and the Silence (1991)
- A tűz hegye (Terror Peak) (2003)
- Kalózjárat (Maiden Voyage) (2004)
- Not Only But Always (2004)
- Bliss (2011)
- Otthonom a váram (Siege) (2012)

Tv-sorozatok
- The Sullivans (1976)
- Shark in the Park (1990, egy epizódban)
- Shortland Street 1992, egy epizódban)
- Riding High (1995)
- Duggan (1997, egy epizódban)
- Herkules (Hercules: The Legendary Journeys) (1997–1998, négy * * Xena: A harcos hercegnő (Xena: Warrior Princess) (1999, egy epizódban)
- A Twist in the Tale (1999, egy epizódban)
- Az ifjú Herkules kalandjai (Young Hercules) (1999, egy epizódban)
- Simlis Jack, a karibi szuperkém (Jack of All Trades) (2000, egy epizódban)
- Revelations (2003, egy epizódban)
- Power Rangers Ninja Storm (2003, egy epizódban)
- The Strip (2003, egy epizódban)
- Power Rangers DinoThunder (2004, hang, egy epizódban)
- Power Rangers S.P.D. (2005, hang, egy epizódban)
- The Brokenwood Mysteries (2014, egy epizódban)
- Westside (2016, egy epizódban)
- Power Rangers Dino Charge (2016, nyolc epizódban)
- American Playboy: The Hugh Hefner Story (2017, dokumentumfilm tíz epizódban)